# Districtul Takua Pa
Takua Pa (în thailandeză ตะกั่วป่า) este un district (Amphoe) din provincia Phang Nga, Thailanda, cu o populație de 41.240 de locuitori și o suprafață de 599,4 km².

## Componență

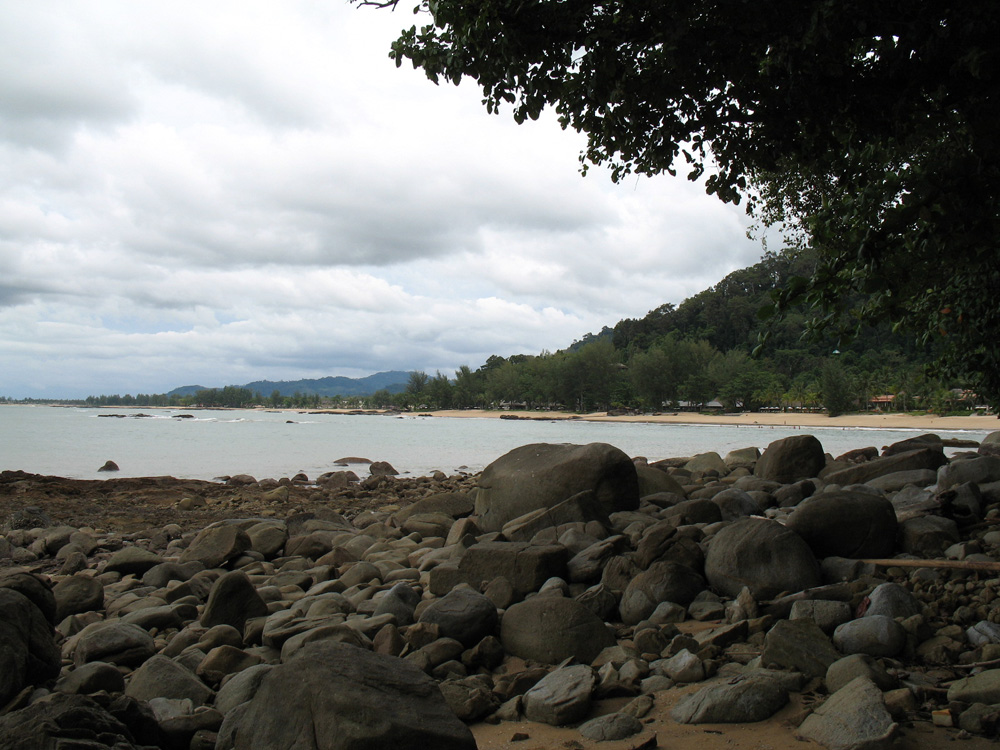
Bang Muang Beach